# Guilotes ludiensis
Espèce
Guilotes ludiensis est une espèce d'araignées aranéomorphes de la famille des Agelenidae.

## Distribution
Cette espèce est endémique du Guangxi en Chine,. Elle se rencontre dans la  grotte Ludi à Guilin.

## Description
Le mâle holotype mesure 5,94 mm et la femelle paratype 5,54 mm.

## Étymologie
Son nom d'espèce, composé de ludi et du suffixe latin -ensis, « qui vit dans, qui habite », lui a été donné en référence au lieu de sa découverte, la grotte Ludi.

## Publication originale
- Li, Zhao, Chen, Wu, Zhang & Li, 2018 : Guilotes, a new genus of Coelotinae spiders from Guangxi Zhuang Autonomous Region, China (Araneae, Agelenidae). ZooKeys, no 802, p. 1-17.